# Gornji Statovac
Gornji Statovac (izvirno srbsko Горњи Статовац) je naselje v Srbiji, ki upravno spada pod Občino Prokuplje; slednja pa je del Topliškega upravnega okraja.

## Demografija
V naselju živi 45 polnoletnih prebivalcev, pri čemer je njihova povprečna starost 67,1 let (65,3 pri moških in 68,6 pri ženskah). Naselje ima 25 gospodinjstev, pri čemer je povprečno število članov na gospodinjstvo 1,80.
To naselje je, glede na rezultate popisa iz leta 2002, večinoma srbsko.
|  |

| Demografija | Demografija     | Demografija     |
| Leto        | Št. prebivalcev | Št. prebivalcev |
| ----------- | --------------- | --------------- |
|             |                 |                 |
|             |                 |                 |
|             |                 |                 |
|             |                 |                 |
| 1948        | 446             |                 |
| 1953        | 448             |                 |
| 1961        | 321             |                 |
| 1971        | 167             |                 |
| 1981        | 103             |                 |
| 1991        | 61              | 61              |
| 2002        | 45              | 45              |
|             |                 |                 |

| Etnična sestava po popisu iz leta 2002 | Etnična sestava po popisu iz leta 2002 | Etnična sestava po popisu iz leta 2002 | Etnična sestava po popisu iz leta 2002 | Etnična sestava po popisu iz leta 2002 |
| -------------------------------------- | -------------------------------------- | -------------------------------------- | -------------------------------------- | -------------------------------------- |
| Srbi                                   | Srbi                                   |                                        | 42                                     | 93,33%                                 |
| Makedonci                              | Makedonci                              |                                        | 3                                      | 6,66%                                  |
| Neznano                                | Neznano                                |                                        | 0                                      | 0,0%                                   |